# Aleksandrs Starkovs
Aleksandrs Starkovs (* 26. července 1955) je lotyšský fotbalový trenér a bývalý fotbalista, který hrál na pozici útočníka. Naposledy v roce 2019 trénoval FK Liepāja. V roce 2004 byl zařazen do UEFA Jubilee 52 Golden Players.
Jako hráč hrál za RPI Madona, Daugava Riga a Dynamo Moskva.
Starkovs trénoval kluby jako Spartak Moskva, FK Baku nebo Skonto FC. Třikrát působil jako trenér v lotyšské reprezentaci.